# ناتني (كتاب)
ناتني (الفارسية: ناتنی) هي رواية رومانسية باللغة الفارسية صدرت عام 2004 للكاتب والباحث الإيراني الأمريكي مهدي خلجي [الإنجليزية] وتتحدث عن حياة ابن آية الله الذي نشأ في مدينة قم الحالية بإيران. نُشرت في برلين بواسطة دار نشر جاردون الإيرانية، وهي أول رواية فارسية تدور أحداثها في قم وحوزتها الدينية.
تتناوب الرواية بين الحاضر والماضي، وهي انعكاس لحياة بطل الرواية أثناء محادثته مع شخص غريب تمامًا. وهي ذات طابع مُعادٍ للمفاهيم الإسلامية حيث ينتقد ممارسات الحوزة والحكومة الإسلامية في إيران، ويدعو تجاه القيم الليبرالية الغربية.
عنوان "ناتني" هو تلاعب بالألفاظ. الكلمة الفارسية ناتني تعني "نصف الدم" (كما في الأخ غير الشقيق أو الأخت غير الشقيقة، على سبيل المثال) من ناحية، ولكن يمكن أيضًا فك تشفير العنوان على أنه نتاني، بمعنى لا أحد (نفي الجسم)، أو التقطيع. هذا التفسير للعنوان يجسد الأجواء العامة للرواية، حيث إن سردها في كثير من الأحيان لا يغلف صراعات الشخصية الرئيسة فحسب، بل صراعات وإحباطات الروحانية المظلمة والقمعية التي تقمع التعرف على الجسد، بينما تكون مهووسة به في نفس الوقت.

## المواضيع والأسلوب
تُتيح السردية للقارئ أن يتابع فؤاد ويعيش رهبة السلطة الدينية وقمعها المروّع، حيث تُهيمن على تفاصيل الحياة اليومية. نشأ فؤاد في بيئة يغيب عنها الحضور النسائي، نتيجة القوانين الإسلامية الصارمة التي تكبل حرية المرأة وتخفيها عن المجتمع. إلا أن القمع لا يقتصر على النساء فحسب، بل يشمل الجسد البشري عامة وفهمه؛ فهناك كبت عام يتجاوز النوع الاجتماعي.
في ظل هذا الواقع، يعيش فؤاد في بيئة ذكورية متعصبة، ويشهد صنوفًا من الاضطهاد الذي تمارسه المنظومة السياسية، من بينها الرجم العلني للنساء، وتشويه الأعضاء التناسلية الأنثوية (والتي يراها في حلم)، ومشاهد مرعبة داخل أروقة المحاكم والسجون. ومع ذلك، يحافظ السرد على نبرة هادئة، تكاد تكون ساخرة، فيما تتدفق هذه الذكريات والأفكار في ذهن فؤاد، مما يُضفي على الرواية طابعًا غير شخصي أكثر منه تراجيديًا.